# Melike Demirağ
Melike Demirağ (* 1956 in Istanbul, Türkei) ist eine türkische Popmusikerin und Filmschauspielerin. Ihr Vater ist der erfolgreiche türkische Filmemacher Turgut Demirağ.
Melike Demirağ veröffentlichte ab 1974 erfolgreich Popmusik-Singles, später auch Alben, war im türkischen Fernsehen zu sehen und nahm an der Vorentscheidung zum Eurovision Song Contest 1978 teil.
Als Schauspielerin wirkte die Musikerin in den 1970er Jahren neben einem Film ihres Vaters vor allem in Filmen Yılmaz Güneys mit: Arkadaş (1974) und Sürü – Die Herde (1978). Ab 1980 lebte Demirağ fast zwölf Jahre im deutschen Exil, in welchen sie in der Türkei kaum veröffentlichte, aber z. B. eine Platte mit Şivan Perwers Liedern zusammen mit Perwer bei einer deutschen Plattenfirma einsang. Nach ihrer Rückkehr in die Türkei 1991 hatte Melike Demirağ dort wieder Musikveröffentlichungen.  An deutschen Produktionen, zum Beispiel mit einem halben Dutzend Liedern an Lutz Görners Hörbuch Nazim Hikmet – Ich liebe mein Land (2002), wirkt sie sporadisch aber auch noch mit.

## Diskografie

### Singles
- Arkadaş / İsimsiz Kahramanlar (1974)
- Hadi Canım Sen De / Merhaba (1975)
- Ninni / Ağlamak Ayıp Değil (1975)
- Ne Olmuş Sana / Pışşık (1976)
- Aşk Bestesi / Hani (1977)
- Elele / Niçin (1977)
- İnsanız Biz / Vur Şu Sazın Tellerine (1977)

### Alben

#### Türkei
- Merhaba Arkadaş (1977)
- Güneş Yine Doğacak (1977)
- Yeter Artık (1978)
- 79 Yılında (1979)
- Merhaba Arkadaş (1992)
- Kim Kime Dum Duma (1993)
- Melike Demirağ 94 Yılında (1994)
- Ruhlar Şehri (1997)

#### Deutschland
- İstanbul'da Olmak: Anadolu (1986)
- Çiyayê Agirî = Am Berg Agiri (1987)
- Nazim Hikmet – Ich liebe mein Land (2002)

## Filmografie
- 1974: Der Freund (Arkadaş)
- 1978: Sürü – Die Herde
- 2003: Gönderilmemiş Mektuplar – Die Liebesbriefe